# Белеховы
Белеховы — древний русский дворянский род восходящий к XVII веку.
Родоначальником дворянского рода этой фамилии стал Богдан Тимофеевич Белехов, испомещенный в 1626 году населённым имением в Галичском уезде Костромской губернии Российской империи.
Потомки трёх его внуков (Севастьяна Степановича и Петра Григорьевича и Калины Григорьевича), были внесены в VI часть дворянской родословной книги Костромской губернии России.
От Феофана Прохоровича Белехова произошла ещё одна ветвь рода Белеховых, которая была вписана костромским дворянским депутатским собранием в VI часть дворянской родословной книги одноимённой губернии; однако, в 1850 году, Герольдия Правительствующего Сената отказалась утвердить эту ветвь Белеховых в древнем (столбовом) дворянстве.